# Ламинирование ресниц
На русскоязычном пространстве под «Ламинированием ресниц» подразумевают завивку (биозавивку) ресниц или долговременную укладку.
Что означает: придание натуральным волоскам ресниц новой формы через воздействие на них химически активных веществ. Для воздействия используют химически активные вещества, способные расщеплять дисульфидные связи в структуре волос, например тиогликолят аммония. К 2022 году ламинированию ресниц профессионально обучились более 300 000 мастеров. По данным Яндекс.Вордстат  в 2022 году ежемесячно процедурой интересуется около 150 тысяч пользователей.
Популярность процедуры обусловлена трендом на натуральность и удобство. Задача для технологий красоты в рамках этого тренда: создать визуальные изменения, внешне неотличимые от природных, натуральных. Задачей для ламинирования ресниц чаще всего является достижение эффекта, чтобы прямые реснички были приподняты наверх и приобрели красивый изгиб, желательно ровно в ряд. 
В процессе воздействия:

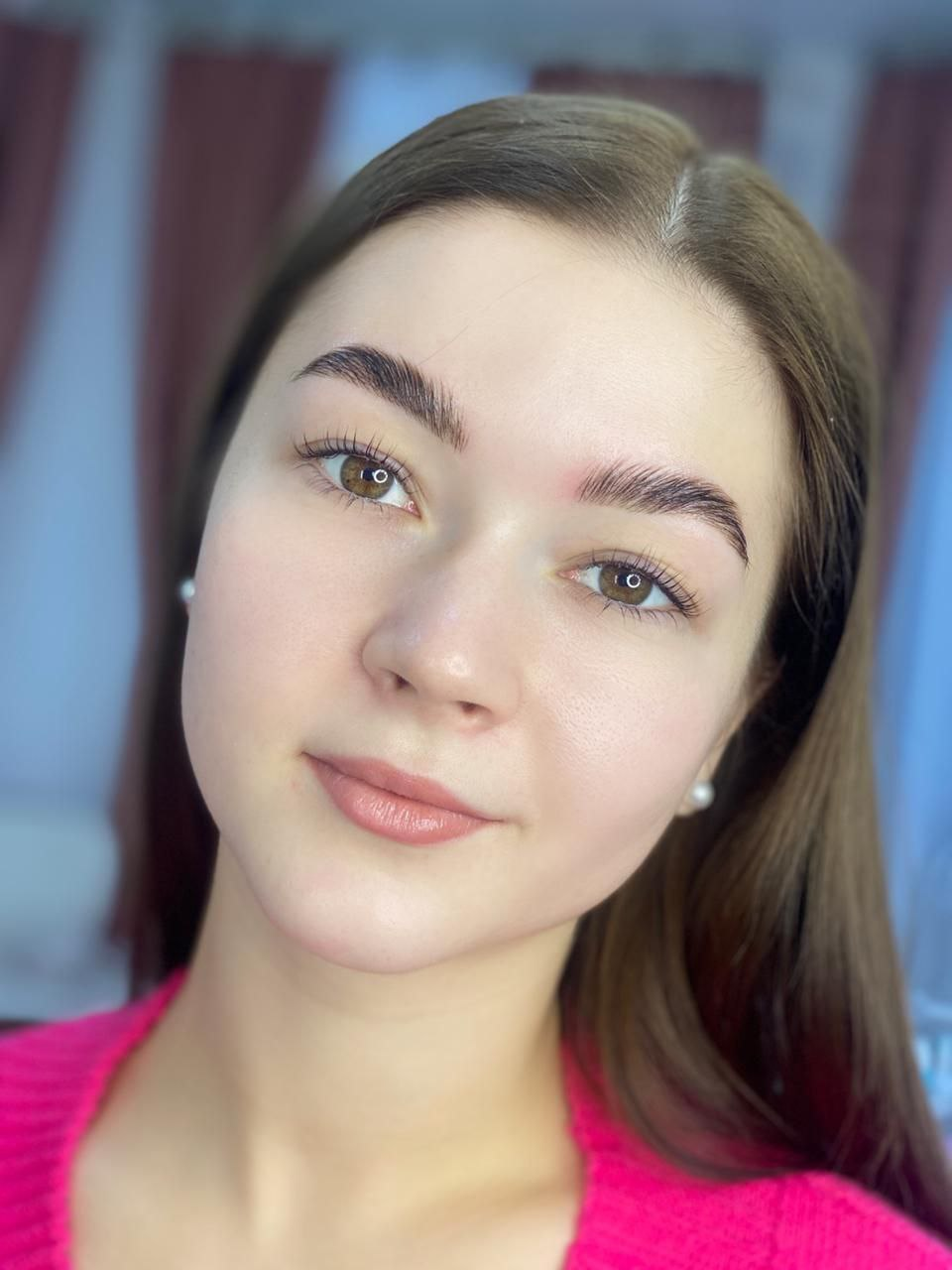
Ламинирование ресниц. Натуральный эффект

~ ресницы закрепляют на специальном валике для придания формы
~ затем, "размягчают" волоски, разрушив дисульфидные связи,

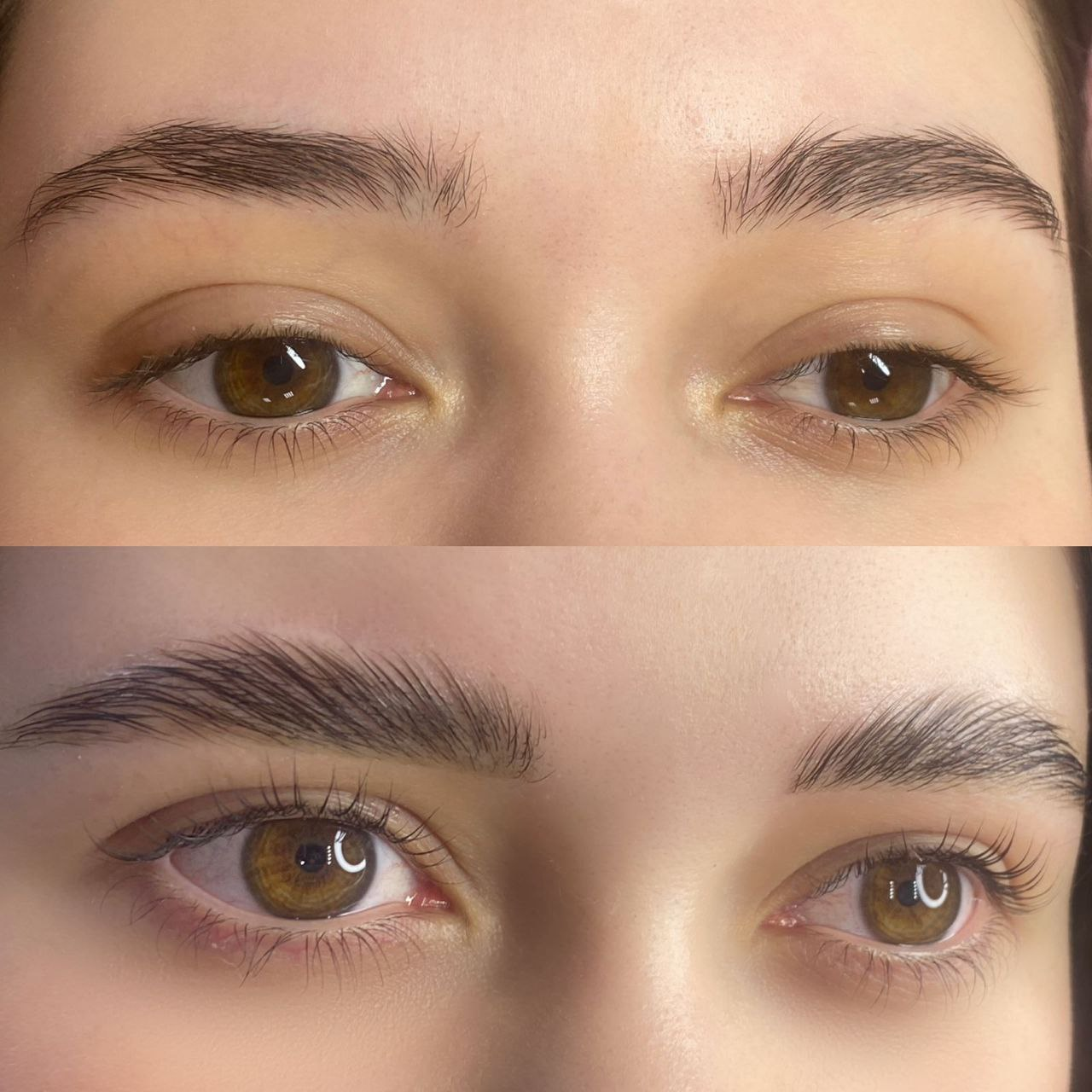
Ламинирование ресниц "До и после"

~ затем снова воссоздают связи в новой форме, повторяющей форму валика

#### Принцип воздействия
Для "размягчения" волосков (разрушение дисульфидных связей) используют щелочные составы. Чаще всего это  тиогликолят аммония в агентах различной консистенции и концентрации. Чтобы нейтрализовать действие щелочи и "закрепить" новую форму волоска, применяют кислотные растворы. Точно также, в сгущенной консистенции, чтобы избежать растекания и попадания на слизистые оболочки глаз.
Конечная форма ресниц после процедуры зависит от нескольких факторов:
- качество и концентрация составов
- время воздействия
- форма силиконовых валиков, на которые "накручивают" ресницы
- схема нанесения активно действующих составов (первого и второго)

#### Влияние на здоровье человека
Вопреки распространённому мнению ламинирование ресниц — процедура главным образом эстетическая, направленная на изменение врождённой формы естественных волосков. Как правило, к ней добавляют окрашивание ресниц и питательный уход, необходимый для восстановления структуры волоса после воздействия химических веществ, расщепивших её ранее.
Исключением является трихиаз, когда ресницы растут по направлению внутрь глаза, раздражая слизистую, и мешают нормальным движениям век и глаз. Тогда процедуру рекомендует или даже назначает врач.
В целом, влияние на здоровье процедуры незначительное. Химические составы после воздействия очищаются, смываются и не остаются на коже или вблизи кожи.

#### Противопоказания
Противопоказаниями являются:
- Все виды конъюнктивита
- Начальные стадии ячменя, ячмень
- Блефарит (воспаление век)
- Демадекоз (клещ)
- Халязион (доброкачественное образование)
- Приём антибиотиков
- Приём гормональных средств и гормональные сбои
- Поломанные ресницы (плохое наращивание, механические структурные повреждения волосков)
- Крапивница
- Острые аллергические реакции
- Незаживший перманентный макияж
- Послеоперационный период